# Euselasia procula
Euselasia procula är en fjärilsart som beskrevs av Frederick DuCane Godman och Osbert Salvin 1885. Euselasia procula ingår i släktet Euselasia och familjen Riodinidae. Inga underarter finns listade i Catalogue of Life.